# Wilhelm Müller (Zoologe)

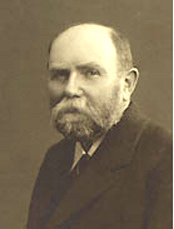
Christian Gustav Wilhelm Müller

Christian Gustav Wilhelm Müller (* 17. Februar 1857 in Mühlberg / Thüringen; † 18. Februar 1940 in Greifswald) war ein deutscher Zoologe.

## Leben
Müller war der Sohn des Pfarrers Johann Friedrich Müller und dessen Frau Sophia Agnesia, geb. Schmidt. Wilhelm Müller besuchte die Realschule I. Ordnung in Lippstadt, wo sein 28 Jahre älterer Halbbruder als Oberlehrer arbeitete, in dessen Familie er auch lebte. 
Von 1876 bis 1880 studierte Wilhelm Müller Naturwissenschaften an den Universitäten in Jena, München und Greifswald, wo er 1880 promoviert wurde. Anschließend war er Assistent an der Universität Greifswald und unterrichtete als naturwissenschaftlicher Lehrer in Berlin, bevor er 1883 nach Brasilien zu einem seiner Halbbrüder reiste, wo er bis 1885 eigene Forschungen unternahm und Sammlungen anlegte, die später ins Zoologische Museum in Greifswald kamen. 
1886 wurde Müller in Greifswald habilitiert und arbeitete bis 1895 als Privatdozent und außerordentlicher Professor. Er forschte zu den Muschelkrebsen oder Ostracoden und unternahm verschiedene Forschungsreisen. 
1895 nahm Müller den Platz seines plötzlich verstorbenen Lehrers und Doktorvaters Carl Eduard Adolph Gerstäcker als Ordinarius für Zoologie an der Universität Greifswald ein. 1901 war er Senator und 1902/03 Dekan der Philosophischen Fakultät. 1911 wurde er zum Geheimen Regierungsrat ernannt.
1923 wurde er von seinen Aufgaben entpflichtet und forschte in seinem Privatlabor in seiner Wohnung weiter.
Müller war mit Marie Schmidt-Kirchheim verheiratet, das Ehepaar hatte zwei Töchter.

## Veröffentlichungen (Auswahl)
- Die Ostracoden des Golfes von Neapel und der angrenzenden Meeresabschnitte. Berlin 1894 (Fauna und Flora des Golfes von Neapel; 2).
- Die Ostracoden der Siboga-Expedition. Brill, Leiden 1906 (Siboga-expeditie; 30 : 18. Ostracoda, Cirripedia).
- Die Ostracoden der deutschen Südpolar-Expedition, 1901–1903. In: Deutsche Südpolar-Expedition: 1901–1903, Bd. 10: Zoologie, Bd. II ; H. 2. Reimer, Berlin 1908, S. 55–181.
- Flora von Pommern: nach leichtem Bestimmungsverfahren. Burmeister, Stettin 1911.
- Die Haut der Nematoden. Selbstverlag, Greifswald 1936.